# Penicillium oxalicum
Penicillium oxalicum är en svampart som beskrevs av Currie & Thom 1915. Penicillium oxalicum ingår i släktet Penicillium och familjen Trichocomaceae.   Inga underarter finns listade i Catalogue of Life.